# AdBlue

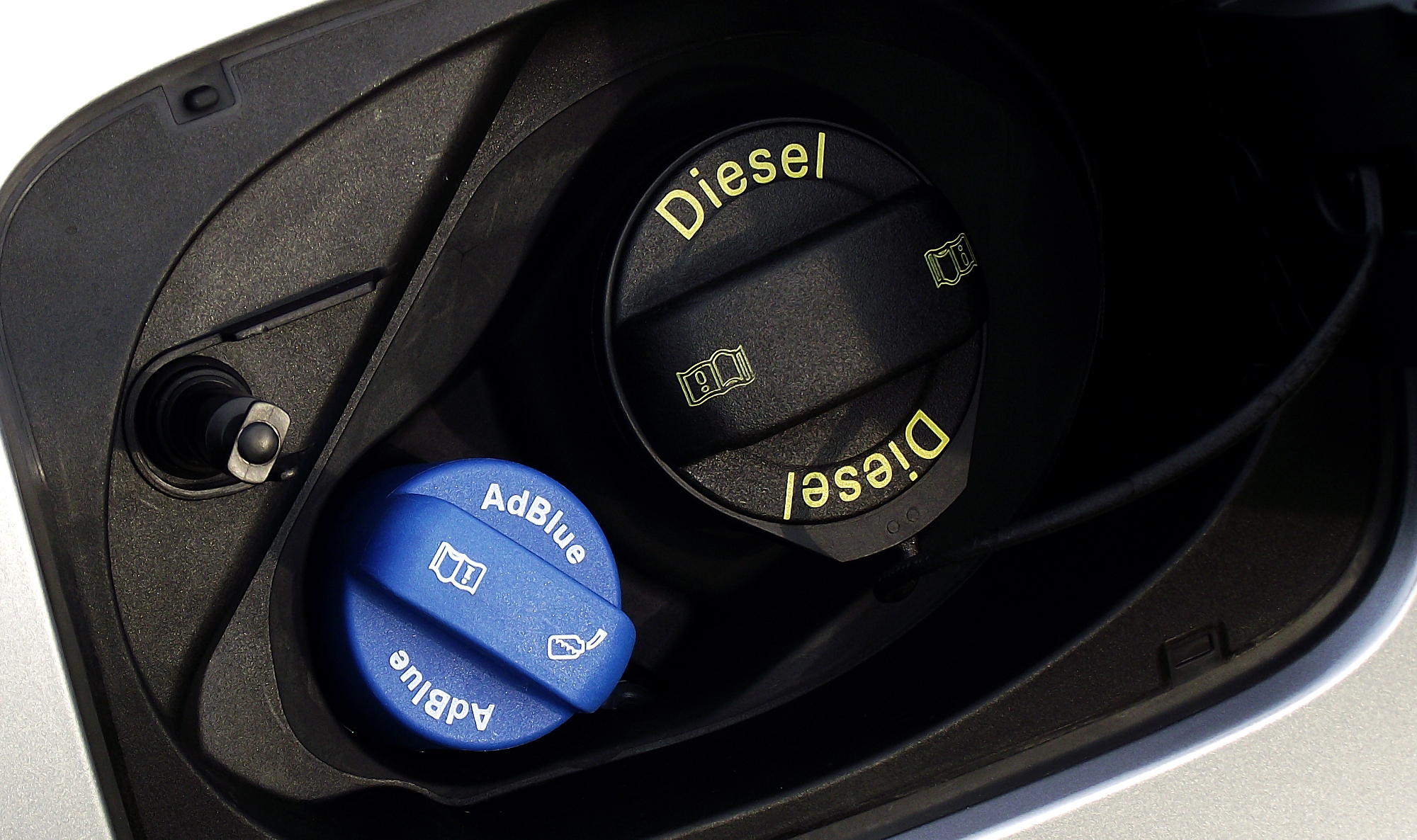
Ein Pkw-Hersteller nutzt die Marke an einem Tankeinfüllstutzen.

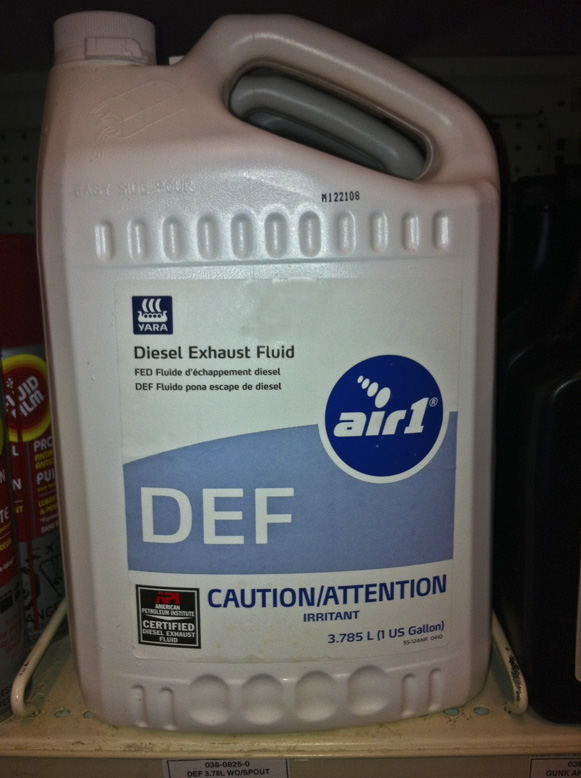
Lizenzfreies Produkt Diesel exhaust fluid (DEF) aus dem nordamerikanischen Markt

AdBlue ist eine Marke für Produkte und Dienstleistungen in Bezug auf Abgasnachbehandlung bei Dieselmotoren mittels selektiver katalytischer Reduktion (SCR). Diese Abgasnachbehandlung ermöglicht eine Reduktion der ausgestoßenen Stickoxide (NOx) um bis zu 97 Prozent. Die hierfür u. a. notwendige wässrige Harnstofflösung ist in ISO 22241 als AUS 32 genormt.
Die Marke gehört dem deutschen Verband der Automobilindustrie (VDA) und kann von Unternehmen zur Herstellung entsprechender Produkte lizenziert werden.
Zur technischen Wirkungsweise der Abgasnachbehandlung siehe SCR für den Einsatz in Fahrzeugen und Schiffen

## Lizenzbedingungen
Der Markeninhaber beschreibt seine Vergaberichtlinien wie folgt:

„AdBlue® ist eine eingetragene Marke des VDA (Verband der Automobilindustrie) und wird in Lizenz vor allem von Fahrzeugherstellern, Zulieferern und Unternehmen der chemischen Industrie sowie der Mineralölwirtschaft zur Verfügung gestellt. Die Marke AdBlue® ist u. a. anwendbar auf Kraftfahrzeuge, Kfz-Teile, in Bedienungsanleitungen von Kfz und für den Harnstoff AUS 32.“

Die aktuellen Lizenzbedingungen können beim Inhaber angefragt werden. Zur Einführung 2009 wurden die Lizenz- und Zertifizierungskosten exemplarisch für einen Hersteller der Harnstofflösung genannt.
Die der Marke zugrunde liegende ISO-Norm standardisiert und benennt die wässrige Lösung dabei international mit AUS 32 für aqueous urea solution. Die Norm beschreibt weiterhin notwendige Test- und Qualitätssicherungsverfahren, sowie Lager- und Logistikanforderungen. Der Verband lizenziert die Marke nur in Verbindung mit umfangreichen Auditierungsmaßnahmen, die vom jeweiligen Lizenznehmer zu tragen sind.

## Lizenznehmer
Die Marke wird weltweit von Industriebetrieben lizenziert, die sie für Benennung und Qualifizierung der Harnstofflösung nutzen. Die Anzahl an Lizenznehmern wuchs von 124 im Oktober 2014 auf 177 im Mai 2018.

## Spezifikationen
AdBlue besteht aus einem Gemisch von demineralisiertem Wasser und ca. 32 % Harnstoff. Die Flüssigkeit besitzt folgende physikalische Eigenschaften:
| Eigenschaft                | Wert          | Einheit |
| -------------------------- | ------------- | ------- |
| Harnstoffgehalt            | 31,8–33,2     | Gew.-%  |
| Kristallisationsbeginn     | −11,5         | °C      |
| Brechungsindex             | 1,3817–1,3843 | –       |
| Wärmeleitfähigkeit         | 0,57          | W/(m·K) |
| Spezifische Wärmekapazität | 3,51          | J/(g·K) |
| Schmelzenthalpie           | 270           | J/g     |
| Dichte bei 20 °C           | 1,087–1,093   | g/cm³   |
| Dynamische Viskosität      | 1,4           | mPa·s   |

Das Mischverhältnis ist nahe am eutektischen Punkt. Dies ermöglicht den niedrigsten möglichen Schmelzpunkt, und die Konzentration in flüssiger oder fester Phase ändert sich nicht nennenswert, wenn Teile der Lösung einfrieren.

## Herstellungsprozess
Harnstoff (CH4N2O) wird in der chemischen Industrie großtechnisch aus Ammoniak (NH3) und Kohlendioxid (CO2) hergestellt. Ammoniak wird dazu mittels elektrischer Energie (85 bis 160 kWh pro t) aus Stickstoff (N2) und Wasserstoff (H2) hergestellt (Haber-Bosch-Verfahren). Der benötigte Wasserstoff wird wiederum fast ausschließlich aus – überwiegend fossilem – Methan (CH4)  hergestellt.
Durch hohe Gaspreise stieg der Preis des Additivs von vormals 13 €/100 l auf 76 €/100 l im ersten Quartal 2022.

## Chemische Reaktionen der Abgasnachbehandlung
AdBlue wird zur Reduktion von Stickoxiden zu Stickstoff und Wasser in die Abgase eingebracht. Dazu ist eine Abgastemperatur von mindestens 180 °C erforderlich. Dabei entsteht Ammoniak, der anschließend verbraucht wird, sowie Kohlenstoffdioxid:
{\displaystyle \mathrm {(NH_{2})_{2}CO\longrightarrow NH_{3}+HNCO} }
{\displaystyle \mathrm {HNCO+H_{2}O\longrightarrow NH_{3}+CO_{2}} }
Setzt man die Atommassen N=14u, H=1u, C=12u und O=16u in die Summenformeln von Harnstoff und Wasser ein, ergeben sich Molekülmassen von 60u für {\displaystyle \mathrm {(NH_{2})_{2}CO} } und 18u für {\displaystyle \mathrm {H_{2}O} }. Um das Massenverhältnis von 32,5 % zu 67,5 % zu erhalten, muss 1 mol Harnstoff in 6,92 mol Wasser gelöst sein. Bei den chemischen Reaktionen wird dabei 1 mol Harnstoff und 1 mol Wasser umgesetzt, d. h. 5,92 mol Wasser bleiben erhalten. Man erhält dann 2 mol Ammoniak, also 34 g, aus 1 mol Harnstoff und 6,92 mol Wasser, d. h. aus 184,6 g AdBlue. Damit erhält man etwa 184 mg Ammoniak aus 1 g AdBlue. Mit einer Dichte von 1,09 g/cm³ erhält man 0,2 g Ammoniak aus 1 ml AdBlue.
Dann reagiert Ammoniak mit Stickoxiden. Dabei finden folgende Reaktionen statt:
(1) {\displaystyle \mathrm {NO+2NH_{3}+NO_{2}\longrightarrow 2N_{2}+3H_{2}O} }
(2) {\displaystyle \mathrm {4NO+4NH_{3}+O_{2}\longrightarrow 4N_{2}+6H_{2}O} }
Zunächst findet die Fast SCR-Reaktion (1) statt. Ist dann noch Stickstoffmonoxid vorhanden, findet die Standard SCR (2) statt. Die Standard SCR benötigt jedoch höhere Temperaturen als die Fast SCR. Bei niedrigen Katalysatortemperaturen von 200 °C benötigen Vanadium-basierte SCR-Katalysatoren ein {\displaystyle \mathrm {NO_{2}:NO_{x}} }-Verhältnis nahe 0,5:1, während Kupfer-Zeolith-Katalysatoren schon mit einem {\displaystyle \mathrm {NO_{2}:NO_{x}} }-Wert von 0,2 Umwandlungsraten über 90 % erreichen können, vor allem, weil in Kupfer-Zeolith-Katalysatoren ein Teil des Stickstoffmonoxid zu Stickstoffdioxid oxidiert wird, so dass auch bei niedrigen Werten für {\displaystyle \mathrm {NO_{2}:NO_{x}} } am Eingang des Katalysators die Reaktion (1) stattfinden kann.
Folgende Reaktion ist eine SCR-Reaktion und daher möglich, sie ist aber unerwünscht:
(3) {\displaystyle \mathrm {8NH_{3}+6NO_{2}\longrightarrow 7N_{2}+12H_{2}O} }
Reaktion (3) findet nur statt, wenn es einen Überschuss an Stickstoffdioxid gibt. Gibt es diesen Überschuss, dann finden weitere Reaktionen statt, die vor allem bei Temperaturen unter 200 °C Ammoniumnitrat und Distickstoffmonoxid bilden können. Bei Vanadium-basierten SCR-Katalysatoren verläuft Reaktion (3) noch langsamer als die Standard SCR. Bei anderen Katalysatortypen verläuft (3) zwar schneller, die unerwünschte Bildung von Ammoniumnitrat und Distickstoffmonoxid tritt aber auch auf.
Bei hohen Temperaturen können Reaktionen auftreten, bei denen ein Teil des Ammoniaks direkt mit Sauerstoff reagiert, was als Ammoniak-Oxidation bezeichnet wird, z. B.
{\displaystyle \mathrm {4NH_{3}+3O_{2}\longrightarrow 2N_{2}+6H_{2}O} }

## Verbrauch

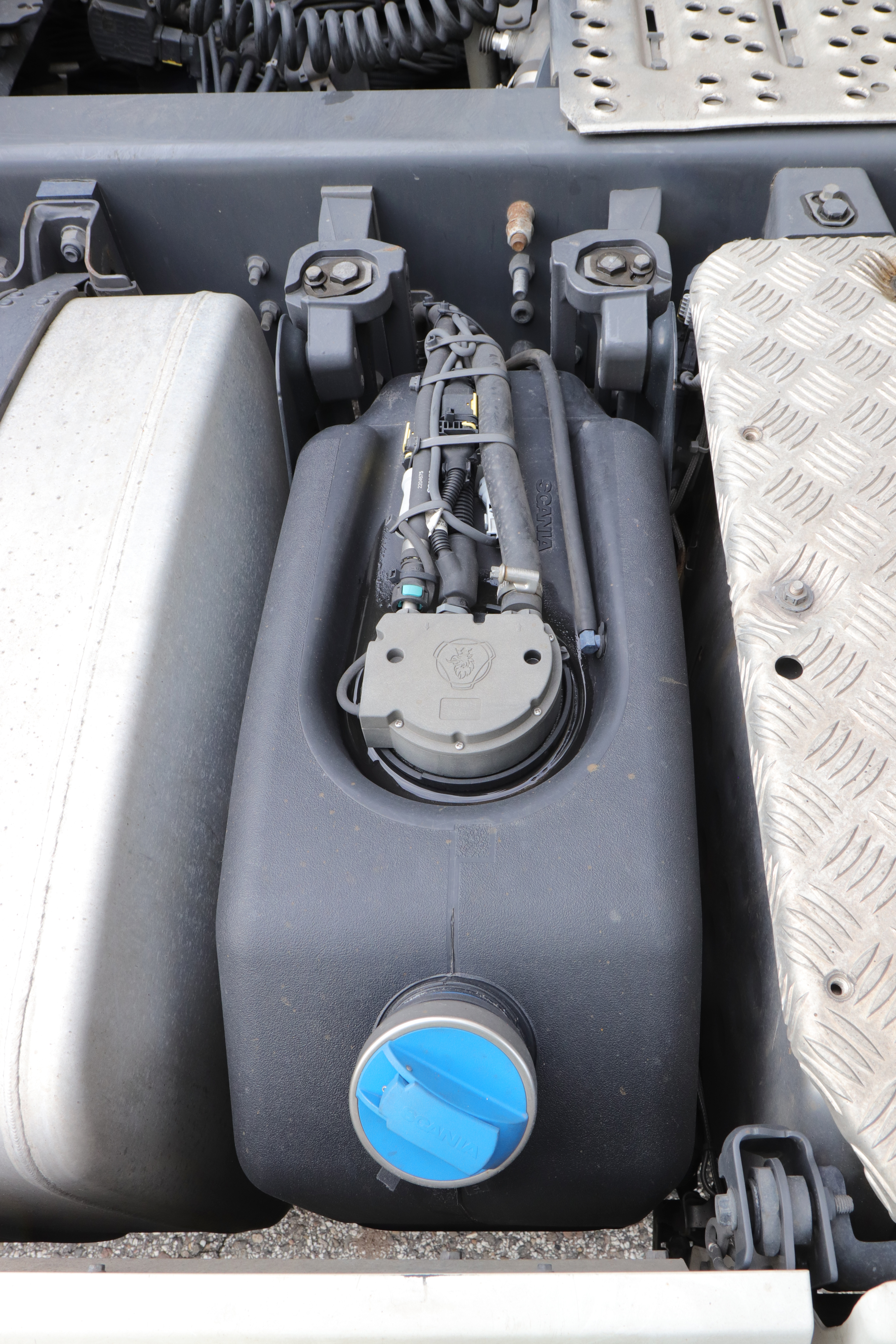
AdBlue-Tank eines Lkw

### Stoffmengen
Die Verordnung 692/2008 schreibt vor, dass bei Stickoxidemissionen von Fahrzeugen das {\displaystyle \mathrm {NO_{2}} }-Äquivalent betrachtet wird, d. h. Stickstoffmonoxid wird mit der molaren Masse von Stickstoffdioxid angenommen.
In den Reaktionen (1) und (2) wird jeweils 1 Mol Ammoniak pro 1 Mol Stickoxide benötigt. Da das {\displaystyle \mathrm {NO_{2}} }-Äquivalent betrachtet wird, spielt die Unterscheidung zwischen Stickstoffmonoxid und Stickstoffdioxid hier keine Rolle. Mit einer molaren Masse von 46 g/mol für Stickstoffdioxid ergibt sich, dass 46 g Stickoxide mittels 17 g Ammoniak reduziert werden. Da 85 ml AdBlue benötigt werden, um 17 g Ammoniak zu gewinnen, werden 85 ml AdBlue für 46 g Stickoxide benötigt, d. h. 1 l AdBlue genügt zur Reduktion von 543 g Stickoxiden bzw. 1 kg AdBlue genügt zur Reduktion von 498 g Stickoxiden. Würde man nicht mit dem {\displaystyle \mathrm {NO_{2}} }-Äquivalent rechnen, sondern die reine Masse von Stickstoffmonoxid und Stickstoffdioxid rechnen, würde die Reaktion (1) etwa 450 g Stickoxide reduzieren. In praktischen Anwendungen, die mehr als 80 % Umwandlungsrate erfordern, wird typischerweise mit 1,05 bis 1,10 mol Ammoniak pro 1 mol Stickoxide gearbeitet, so dass 1,05 bis 1,10 l AdBlue pro 543 g Stickoxide notwendig werden.

### Abschätzungen und Herstellerangaben
Das Umweltbundesamt gibt für Diesel-PKW der Abgasnorm Euro 5 einen Flottendurchschnitt von 950 mg NOx/km an, d. h. 770 mg NOx/km über dem Grenzwert von 180 mg/km. Mit einem AdBlue-Bedarf von 1 Liter pro 543 g Stickoxide hätten solche Fahrzeuge im Flottendurchschnitt 1,4 l/1000 km verbrauchen müssen, wenn sie ein AdBlue-System gehabt hätten. Dieser Wert bezieht sich auf die bestehende Fahrzeugflotte inklusive der Abschalteinrichtungen in der Abgasrückführung. Bereits eine besser konstruierte, wirksamere Abgasrückführung würde die Menge entstehender, und damit zu reduzierender, Stickoxide senken. Damit würde auch der AdBlue-Bedarf weiter sinken.
Scania hatte 2014 einen Wert von 6 % des Kraftstoffverbrauchs für seine Euro VI-Motoren ohne Abgasrückführung, und 3 % für seine Euro VI-Motoren mit Abgasrückführung angegeben, und somit klargestellt, dass die genaue Konstruktion des Motors einen erheblichen Einfluss auf den AdBlue-Verbrauch hat. Für PKW geben einige Quellen wesentlich höhere Werte an, zum Beispiel 4 % bis 6 % des Kraftstoffverbrauchs. Wieder andere Quellen übertragen den AdBlue-Verbrauch von LKW auf PKW und geben Werte von 5 bis 8 Prozent des Kraftstoffverbrauchs an. Für Extremsituationen wurden bis zu 8,5 Liter pro 1000 Kilometer angegeben. Anhand der chemischen Reaktionen sind solche Abschätzungen für den langfristigen Verbrauch jedoch nicht nachvollziehbar, denn 5 bis 8 % wären bei einem Kraftstoffverbrauch von 6 l/100 km bereits 3 bis 4,8 l/1000 km, was einem durchschnittlichen {\displaystyle \mathrm {NO_{2}} }-Äquivalent von 1,5 bis 2,6 g NOx/km entspräche. Insbesondere liegt der Euro 6-Grenzwert für Stickoxide bei 80 mg/km, d. h. eine Umwandlungsrate von bis zu 90 %, wie in angegeben, würde bei Weitem nicht ausreichen, um die Euro 6-Norm bei einem so hohen AdBlue-Verbrauch überhaupt einzuhalten.
Wiederum andere Quellen nennen für Euro 5 - Fahrzeuge bei Vollgas auf der Autobahn, basierend auf dem ADAC EcoTest, Werte von 2 g NOx/km, was einen Verbrauch von 4 l/1000 km bei Vollgas bedeuten würde.
Im Jahr 2018 hat Bosch für einen prototypisch veränderten VW Golf, der den Euro-6-Grenzwert von 80 mg NOx/km im Realbetrieb deutlich unterschritten hat, je nach Fahrweise einen AdBlue-Verbrauch von 0,5 bis 1,8 l/1000 km angegeben. Bei Wohnmobilen der Abgasnorm Euro 6d-TEMP machen Hersteller teils gar keine Angaben, oder geben eine sehr große Spanne an, wie z. B. 1 bis 5 Prozent des Kraftstoffverbrauchs bei Ford.

### Berechnung des AdBlue-Bedarfs für eine Fahrt

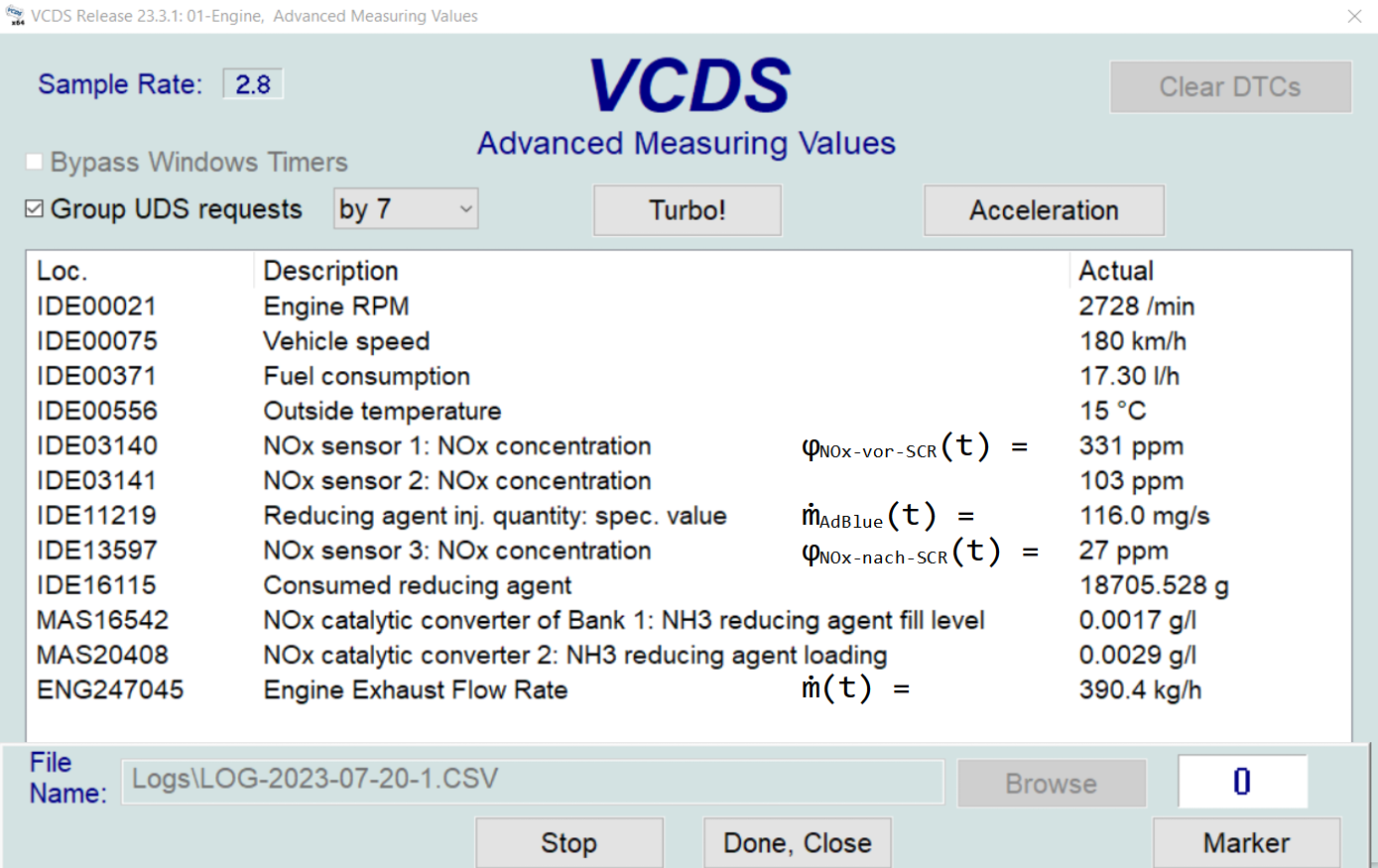
Daten aus einem Motorsteuergerät zum AdBlue-Verbrauch

Stickoxid-Sensoren messen den Volumenanteil {\displaystyle \mathrm {\varphi _{NO_{x}}} } an Stickoxiden in einem Gas. Da die molare Masse von Stickoxiden bei 46 g/mol liegt und die von Dieselabgas bei etwa 29 g/mol, und da das Volumen eines Gases bei gleicher Temperatur und gleichem Druck nur von seiner Stoffmenge abhängt, gilt für den Massenanteil {\displaystyle \mathrm {\omega _{NO_{x}}} }
{\displaystyle \mathrm {\omega _{NO_{x}}={\frac {46}{29}}\cdot \varphi _{NO_{x}}} }
Der Abgasmassenstrom {\displaystyle \mathrm {{\dot {m}}(t)} } wird ohnehin vom Motorsteuergerät berechnet. Der NOx-Massenstrom {\displaystyle \mathrm {{{\dot {m}}_{NO_{x}}}(t)} } beträgt dann
{\displaystyle \mathrm {{{\dot {m}}_{NO_{x}}}(t)={\dot {m}}(t)\cdot \omega _{NO_{x}}(t)={\frac {46}{29}}\cdot {\dot {m}}(t)\cdot \varphi _{NO_{x}}(t)} }
Für einen zeitlichen Ausschnitt einer Fahrt gilt also:
{\displaystyle \mathrm {m_{NO_{x}}=\int _{t_{1}}^{t_{2}}{\dot {m}}_{NO_{x}}(t)dt={\frac {46}{29}}\int _{t_{1}}^{t_{2}}{\dot {m}}(t)\cdot \varphi _{NO_{x}}(t)dt} }
Mit dem oben angegebenen Wert von 1 kg AdBlue pro 498 g Stickoxiden (gerundet auf 500 g) und ohne Berücksichtigung des oben angegebenen Faktors von 1,05 bis 1,10 heißt das für eine hinreichend lange Fahrt:
{\displaystyle \mathrm {\int _{t_{1}}^{t_{2}}{\dot {m}}_{AdBlue}(t)dt={\frac {92}{29}}\int _{t_{1}}^{t_{2}}{\dot {m}}(t)\cdot \varphi _{NO_{x}}(t)dt} }
Ist der AdBlue-Verbrauch geringer, dann steht zu wenig Ammoniak für die oben beschriebenen Reaktionen (1) und (2) zur Verfügung. Ist er deutlich höher, dann ist zu viel Ammoniak vorhanden, und es kann zu Ammoniak-Emissionen kommen, insbesondere dann, wenn das Fahrzeug über keine Abgasnachbehandlung für Ammoniak („Ammoniak-Sperrkatalysator“ oder „Ammoniak-Schlupfkatalysator“) verfügt.
Die letzte Gleichung gilt nur für hinreichend lange Zeitabschnitte, da SCR-Katalysatoren temperaturabhängig Ammoniak an der Oberfläche speichern und wieder abgeben, so dass kurzfristig größere Abweichungen auftreten können. Bei niedrigen Katalysatortemperaturen ist es zwingend erforderlich, mit einer hohen Ammoniak-Beladung zu arbeiten, bei hohen Temperaturen dagegen sinkt die Speicherfähigkeit.

## Messung der Harnstoffkonzentration

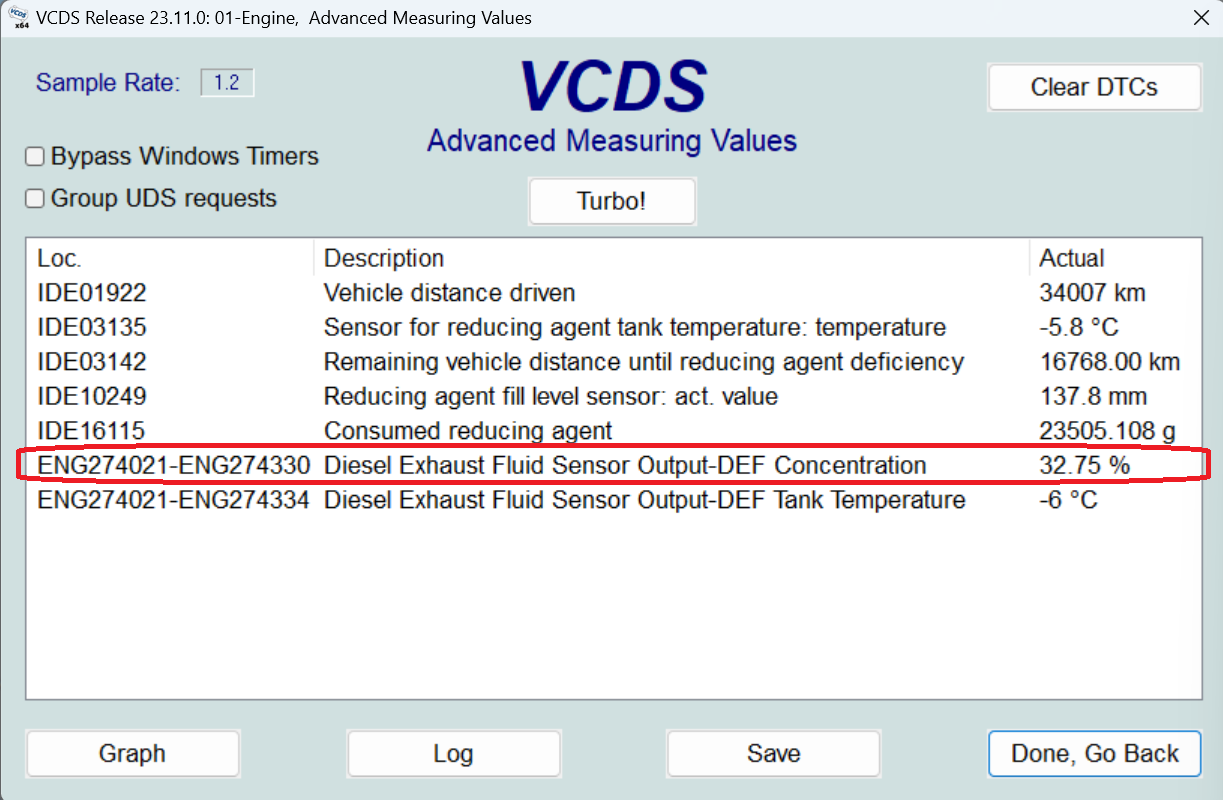
Abfrage des Sensors für Harnstoffkonzentration

Die Ausbreitungsgeschwindigkeit von Ultraschall in wässrigen Harnstofflösungen hängt von der Harnstoffkonzentration ab. Basierend auf dieser Grundlage ist es möglich, die Harnstoffkonzentration mittels Ultraschall so genau zu messen, dass nicht nur eine Fehlbetankung zum Beispiel mit Wasser („ungenügende AdBlue-Qualität“ im rechtlichen Sinne) erkannt werden kann, sondern dass die Dosierung an die tatsächliche Harnstoffkonzentration angepasst werden kann.

## Kartellvorwürfe
In einem Kartell hatten sich Volkswagen, Daimler und BMW über die Größe der Tanks für die Harnstofflösung verständigt. Daimler und VW hatten sich selbst angezeigt und hofften auf die Kronzeugenregelung.
In diesem Zusammenhang wurde behauptet, dass damit die Abgasreinigung nur kompromittiert möglich war. Allerdings hat das Volumen des AdBlue-Tanks an sich keinen direkten Einfluss auf die Funktion der Abgasreinigung. Die Darstellung, dass die Abgasreinigung durch kleinere Tanks beeinträchtigt werde, ist nur haltbar, wenn man annimmt, dass es Fahrern nicht möglich ist, AdBlue bei Bedarf nachzufüllen, obwohl der Einfüllstutzen, wie im Bild oben, direkt neben den Diesel-Einfüllstützen konstruiert werden kann und obwohl AdBlue ausreichend verfügbar ist.
Die Europäische Kommission meint in einer Pressemitteilung vom 8. Juli 2021, dass die Geldbußen in Höhe von 875 Mio. EUR gegen Daimler, BMW, Volkswagen, Audi und Porsche (Daimler genoss jedoch die Kronzeugenregelung) dadurch gerechtfertigt seien, dass die Unternehmen im Rahmen mehrerer Fachkonferenzen unter anderem beschlossen hätten, nicht untereinander einen Wettbewerb darum auszutragen, die gesetzlichen Forderungen nach NOx-Reduzierung im Abgas überzuerfüllen, obwohl sie die Technologie dazu besaßen. In den Treffen über fünf Jahre (2009 bis 2014) sei es darum gegangen, Verbrauchsrichtlinien und Nachfüll-Reichweiten zu vereinbaren.

## Zapfsäulen

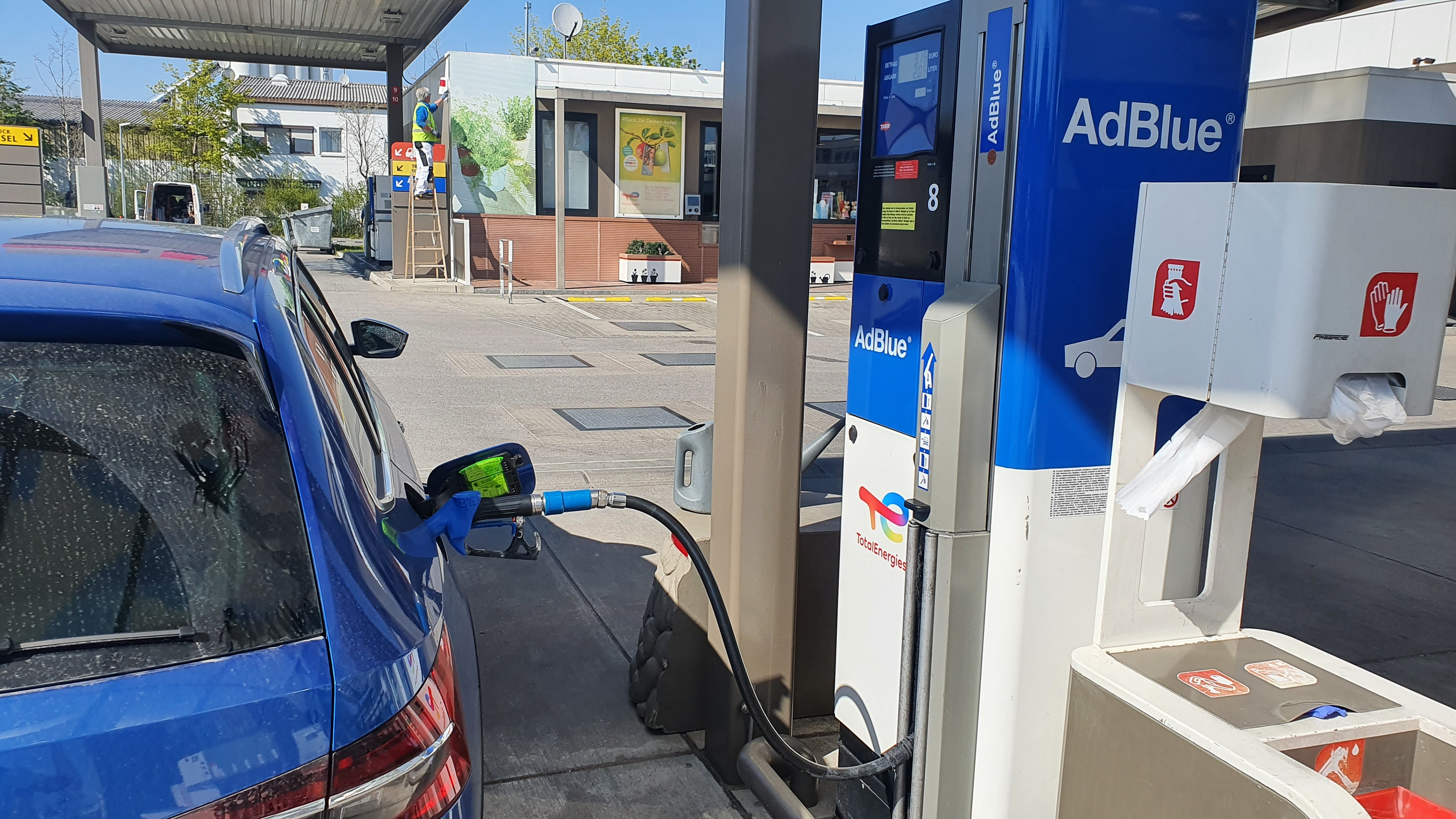
Diesel-PKW an einer AdBlue-Zapfsäule

Es gibt verschiedene Zapfsäulen für PKW und LKW. Ende 2020 verfügten in Deutschland 932 von ca. 14 000 öffentlichen Tankstellen über AdBlue-Zapfsäulen für Pkw. Einige PKW werden heute so konstruiert, dass eine Betankung mit AdBlue auch an LKW-Zapfsäulen technisch möglich ist.

## Rechtliches

### Europäische Union
Es gibt gesonderte Vorschriften für Fahrzeuge, die ein Abgasnachbehandlungssystem, das ein zusätzliches Reagens benötigt, verwenden. Die Vorschriften sind dabei so formuliert, dass kein bestimmtes Reagens vorgegeben wird. Für PKW finden sich diese Vorschriften in der Verordnung 692/2008, Anhang XVI, bzw. ab 2022 in der Verordnung 2017/1151 Anhang XVI. Für LKW der Euro VI-Norm gilt die Verordnung 595/2009. Für nicht für den Straßenverkehr bestimmte mobile Maschinen und Geräte befinden sich die entsprechenden Vorschriften in der 2017/654. Weitere Vorschriften finden sich in den UN/ECE-Regelungen 49 (für Nutzfahrzeuge) und 83 (für PKW).
Am Beispiel PKW wird unter anderem folgendes im Anhang XVI der 692/2008 geregelt:
- 4. bis 6.: Das Fahrzeug muss entweder AdBlue-Qualität und AdBlue-Verbrauch überwachen oder aber die NOx-Emissionen messen, um die korrekte Funktion des Systems zu überwachen
- 8.: Wie sich das Fahrzeug verhalten muss, wenn das Abgasnachbehandlungssystem nicht korrekt funktioniert, z. B. weil der AdBlue-Tank leer oder falsch befüllt ist
- 9. Informationspflichten des Herstellers
  - 9.3: Der Fahrzeughersteller muss Kunden darüber informieren, ob und ggf. wie sie AdBlue selbst zwischen den Wartungsintervallen nachfüllen müssen
- 10: Gefrorenes AdBlue muss innerhalb von 20 Minuten zur Verfügung stehen, wenn die Temperatur im Inneren des Tanks bei −15 °C liegt und das Fahrzeug bei −15 °C gestartet wird.

Die UN/ECE-Regelungen 49 (Anhang 11, Punkt 5.2) und 83 (Anlage 6, Punkt 8.1.1) erlauben es dem Fahrzeughersteller, bei Fahrzeugen für Rettungsdienste, Streitkräfte, den Katastrophenschutz, Feuerwehren und die für die Aufrechterhaltung der öffentlichen Ordnung zuständigen Kräfte das sog. Aufforderungssystem von Fahrzeugen mit AdBlue-System dauerhaft zu deaktivieren. Das Aufforderungssystem ist dasjenige System, das sicherstellt, dass ein Betrieb mit leerem AdBlue-Tank oder defektem AdBlue-System nicht möglich ist.

### USA
Anders als in der Europäischen Union hatte die EPA zunächst verboten, den Kunden selbst AdBlue nachfüllen zu lassen oder eine Befüllung des AdBlue-Tanks zwischen zwei Ölwechseln einzuplanen. Begründet wurde dies damit, dass das Befüllen des AdBlue-Tanks eine abgasrelevante Wartungsmaßnahme sei, und dass abgasrelevante Wartungsmaßnahmen nur dann zulässig seien, wenn sie technisch notwendig seien. Die EPA ging aber davon aus, dass es technisch nicht notwendig sei, AdBlue zwischen den Ölwechseln nachzufüllen, auch weil die Antragsteller keine Daten lieferten, um das Gegenteil zu demonstrieren. Im Jahr 2014 hat die EPA ihre Einschätzung geändert und das minimale Nachfüllintervall auf 4.000 Meilen festgelegt.